# Fotografiska, Tallinn
Fotografiska, Tallinn är en privatägt konsthall och en mötesplats i Estlands huvudstad Tallinn. Den öppnade i juni 2019 och är den första utländska filialen till Fotografiska i Stockholm, grundad av bröderna Jan och Per Broman, som invigdes 2010. Fotografiska Tallinn grundades tillsammans med de estniska entreprenörerna Margit Aasmäe, Maarja Loorents, Rain Tamm och Peeter Pihel.

## Byggnaden och området
Fotografiska Tallinn finns i en renoverad och ombyggd industribyggnad tidigare kallad Röda huset (estniska: Punane Maja) inom Telliskivis kreativa stadsdel (estniska: Telliskivi Loomelinnak), i stadsdelen Põhja-Tallinn. Det tidigare industriområdet Telliskivi har under det senaste decenniet utvecklats till ett kulturcentrum med verkstäder, butiker, teater, kaféer och restauranger.
Exteriören renoverades enligt ritningar av Salto arkitekter, medan interiören skapades av arkitekten Toomas Korb. Ombyggnationen pågick mellan juni 2018 och juli 2019. Det tidigare fyravåningshuset har byggts till med två våningar. Fotografiska Tallinn har en sammanlagd yta på 2 500 m², varav utställningssalarna utgör 1 200 m². Förutom utställnings- och evenemangslokaler har Fotografiska ett kafé, en restaurang med takterrass samt en fotokonst- och presentbutik.

## Bildgalleri

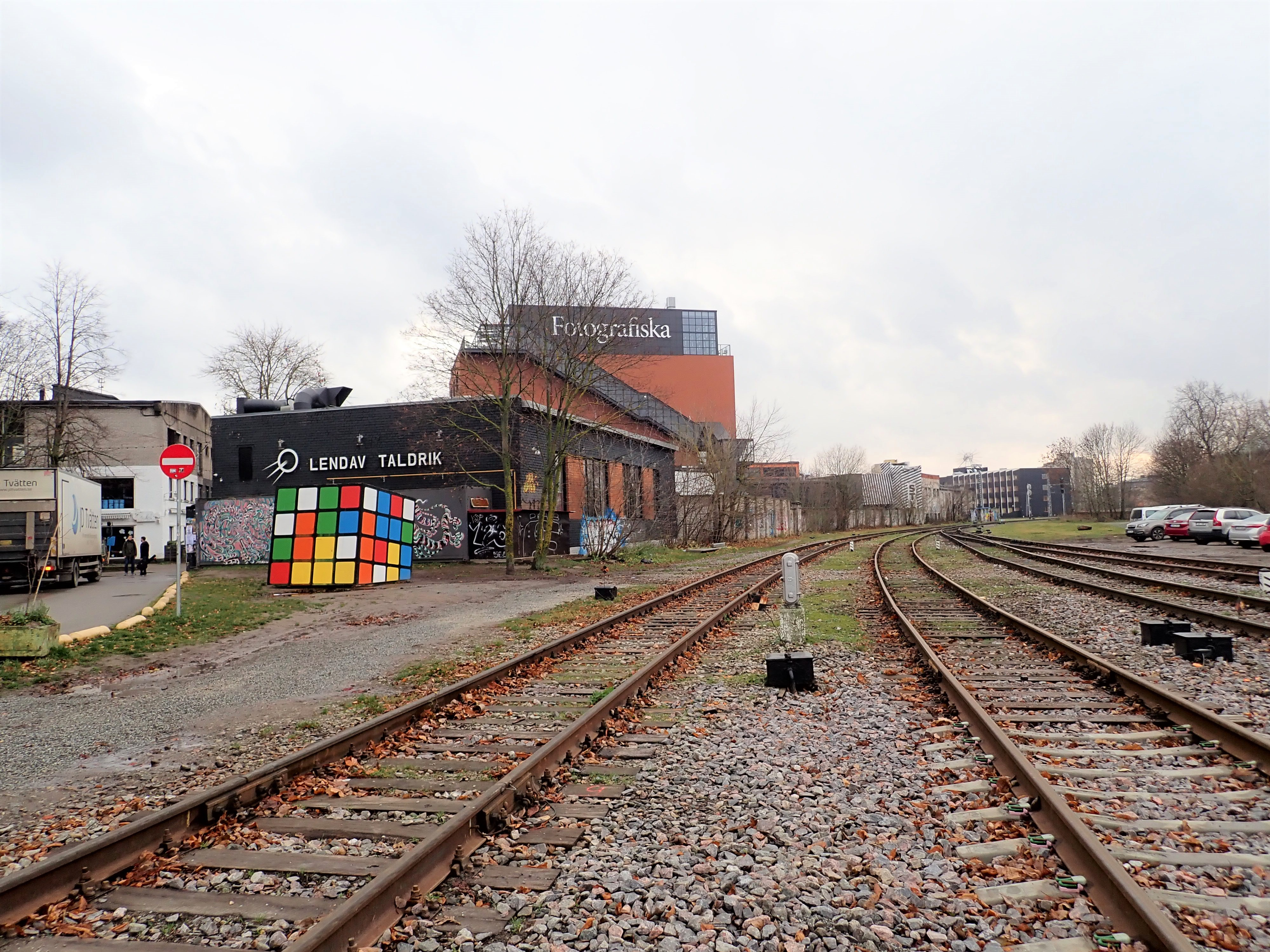
Fotografiska sett från en plankorsning, där Telliskivivägen korsar järnvägen
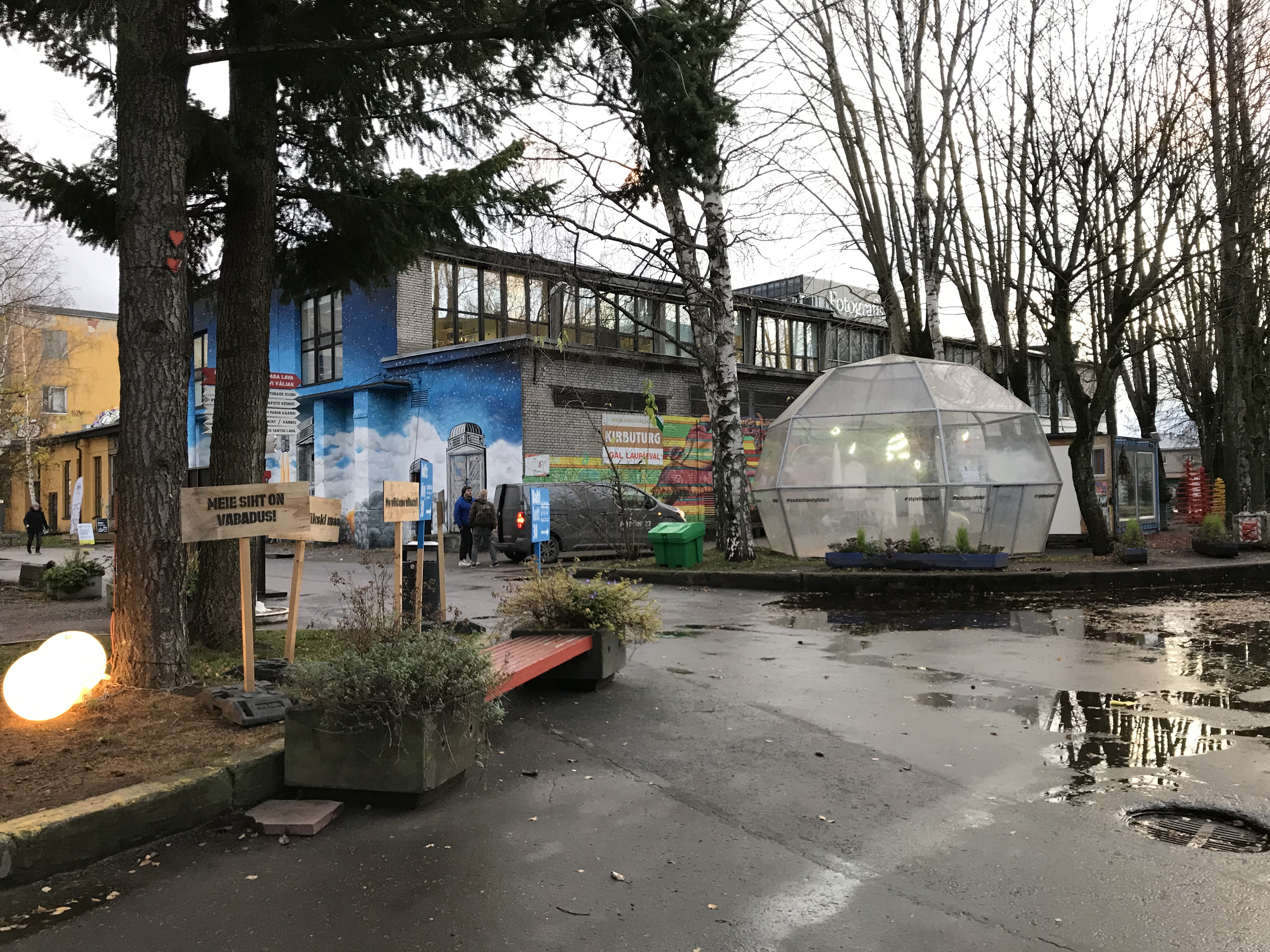
Vägen genom telliskiviområdet mot Fotografiska
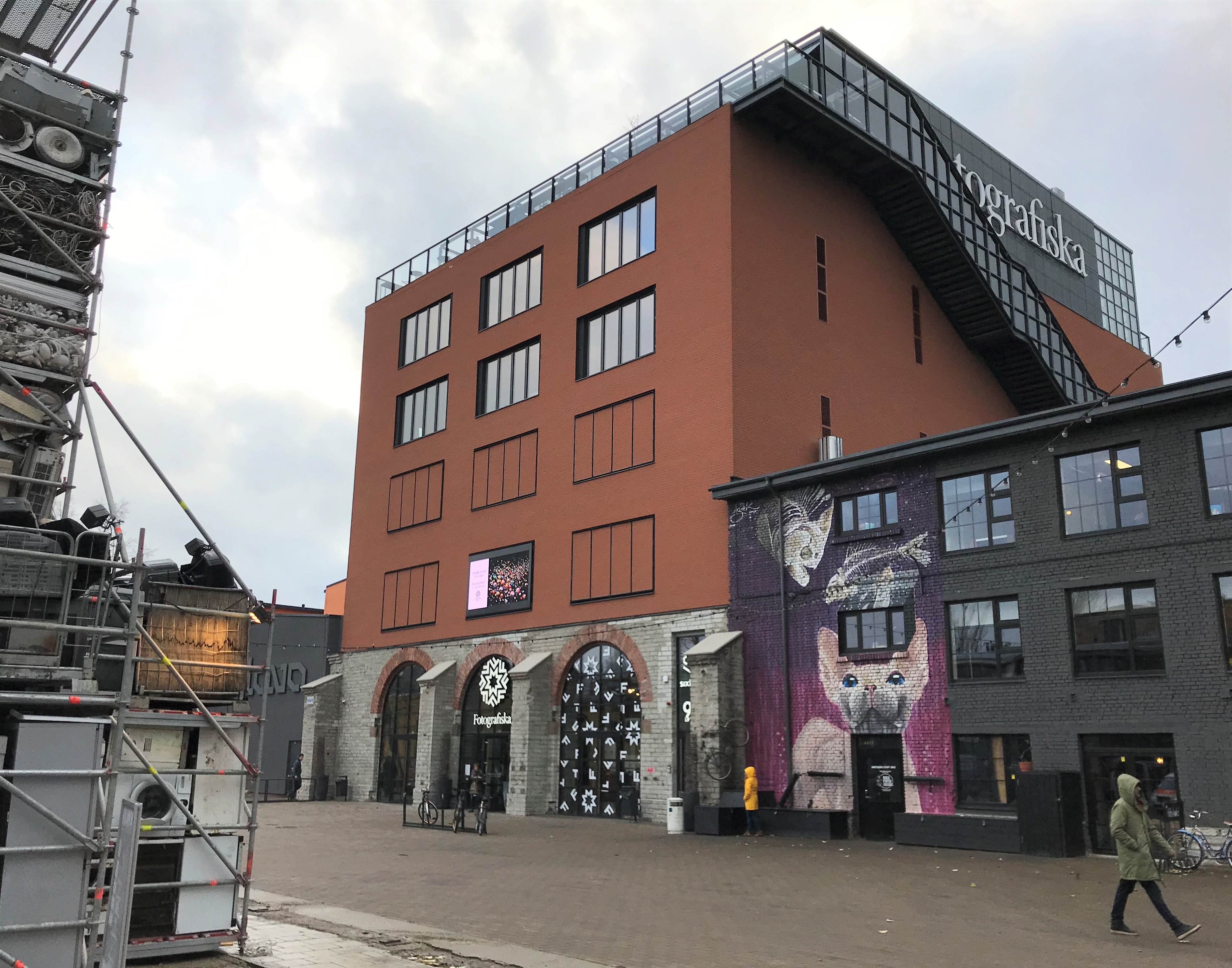
Fasaden
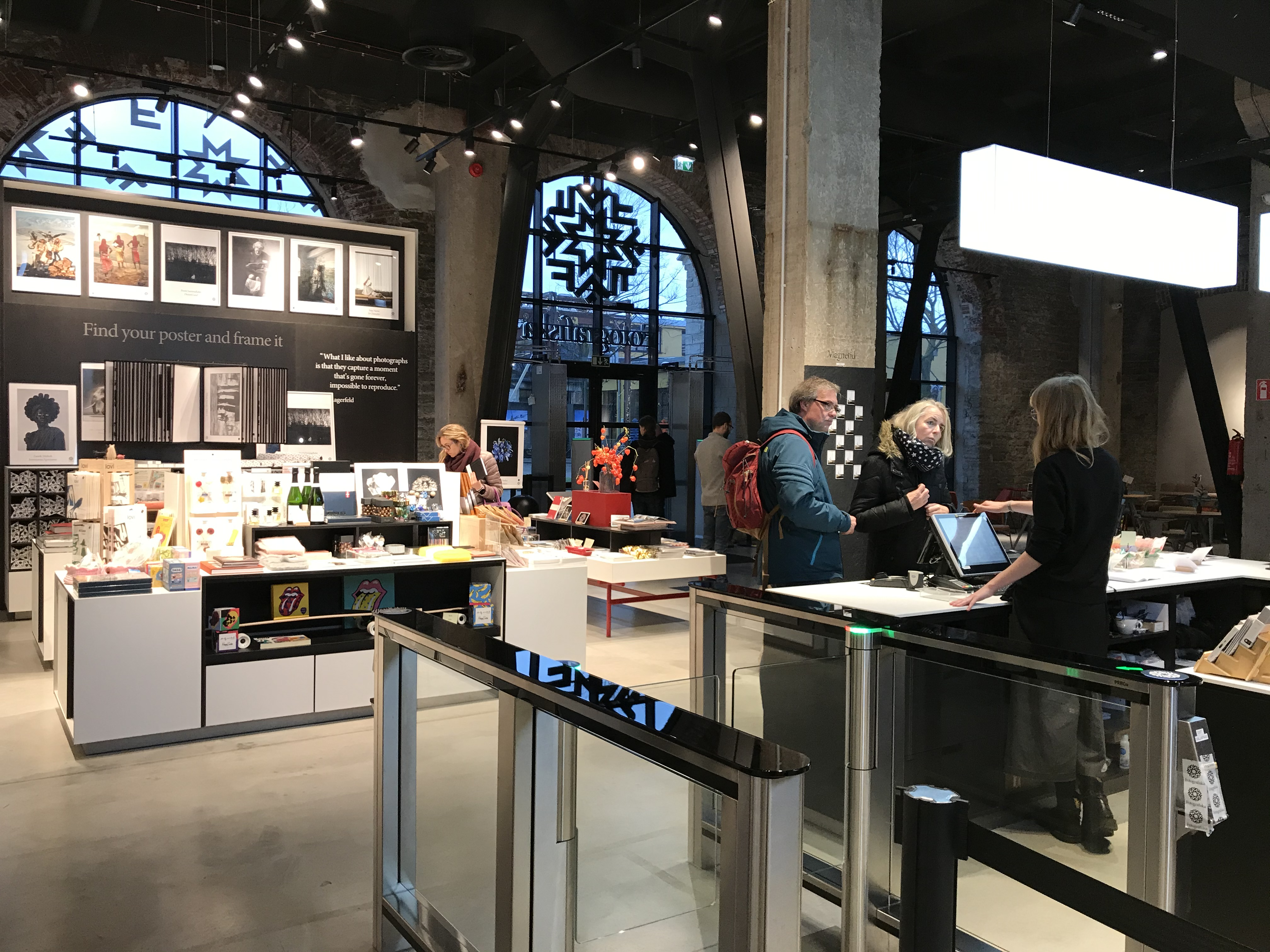
Entréhallen med butik
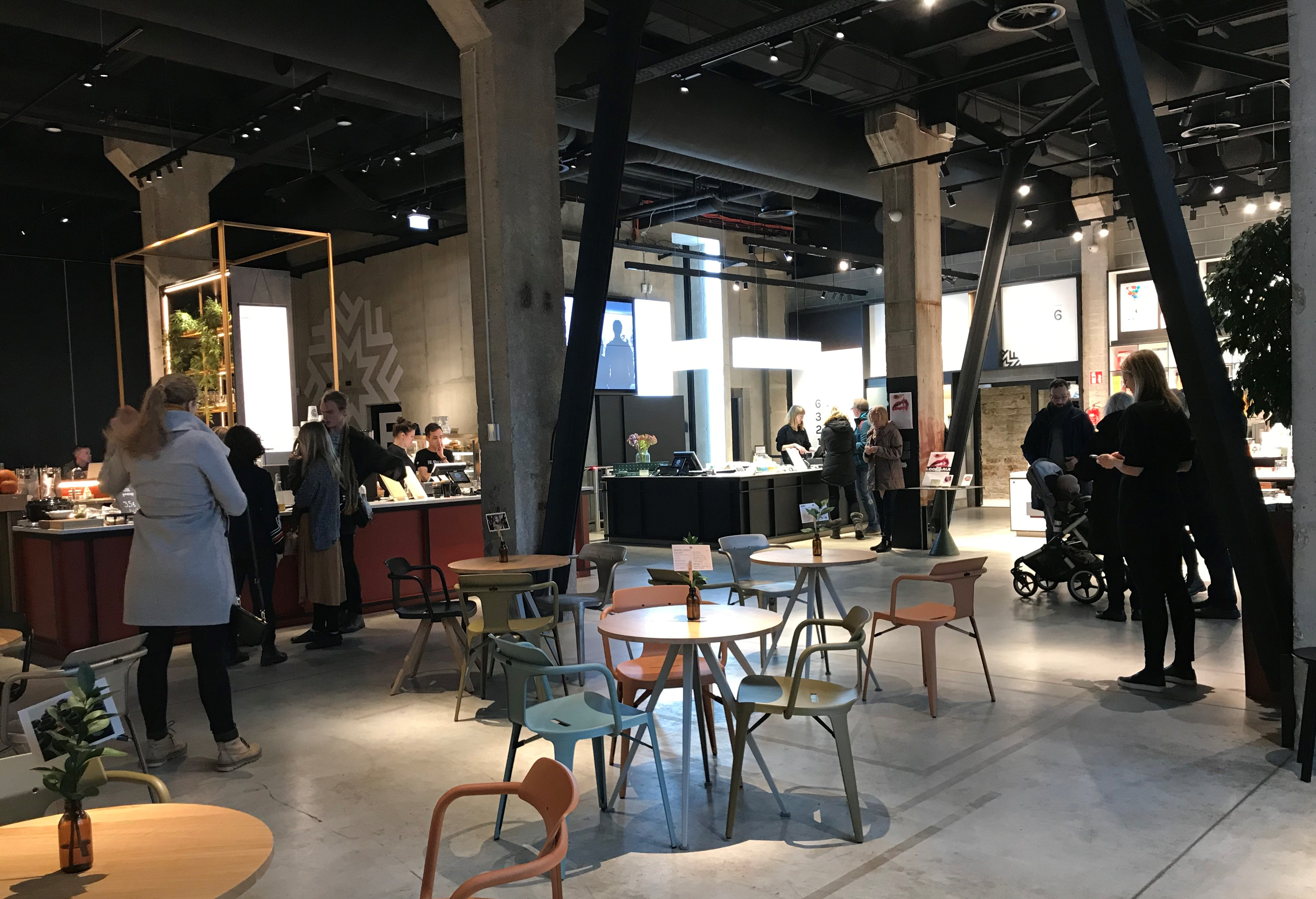
Kafeterian i entréhallen
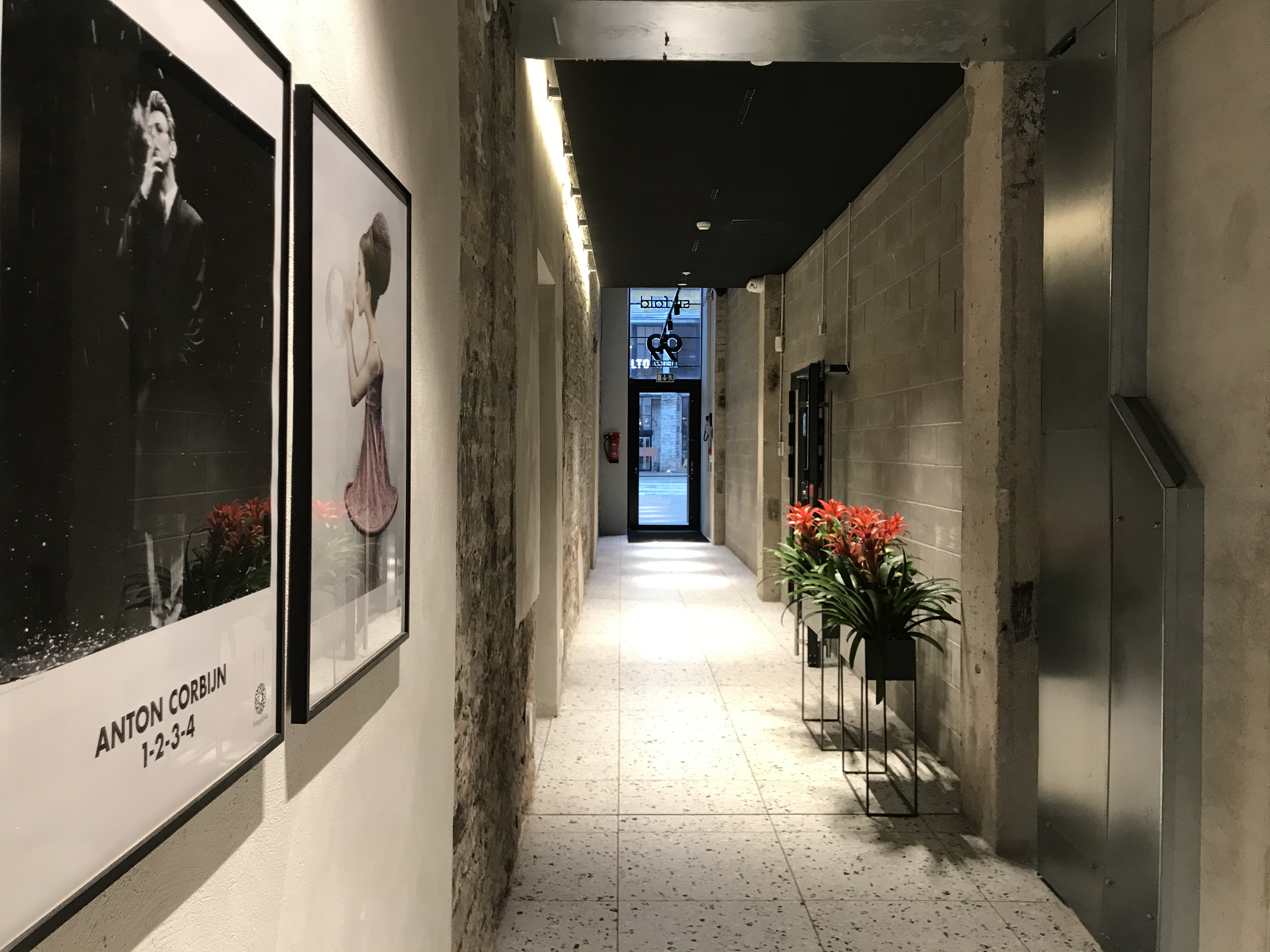
Hallen med en hiss upp till utställningssalarna och takrestaurangen
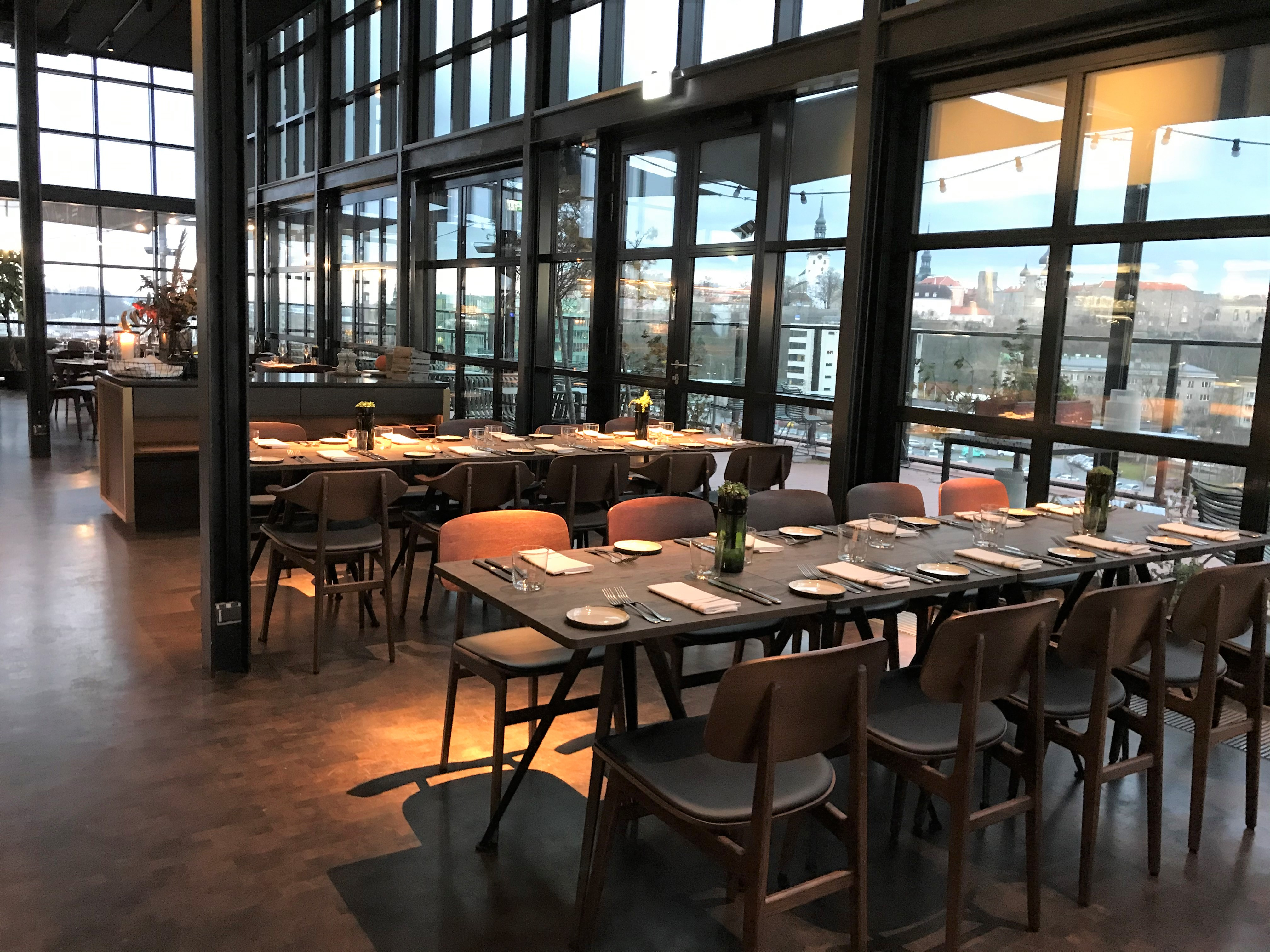
Restaurang med 180 graders utsikt från takterrassen
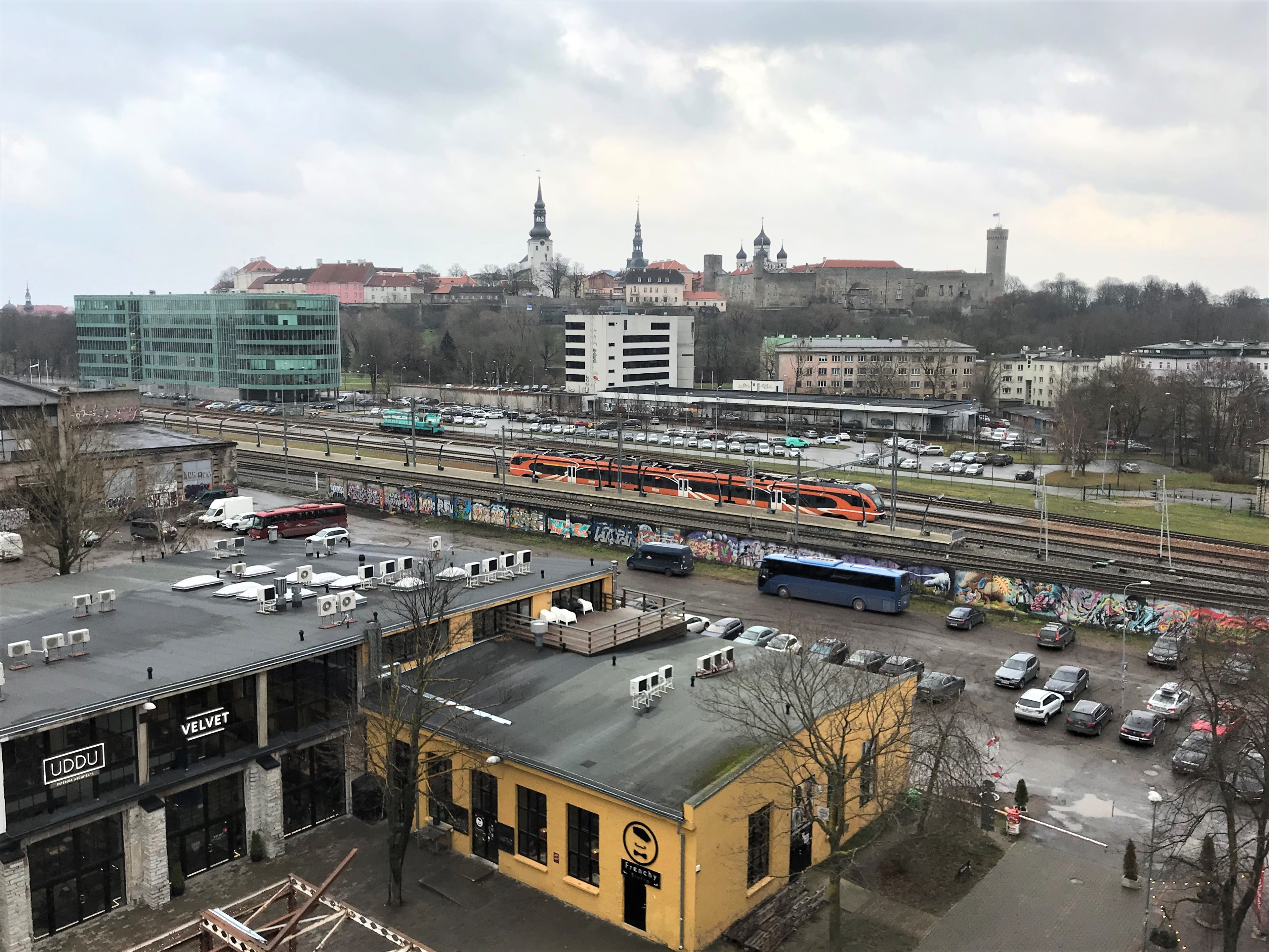
Utsikt från takterrassen mot Gamla stan